# Vatje
Vatje war ein Volumenmaß und bedeutete so viel wie kleines Fässchen in Emden, Jever und Aurich.
- 1 Vatje etwa 12,46 Liter für Emden
- allgemein: 16 Vatjes = 8 Scheffel = 4 Vierdup/Veerp = 1 Tonne
- Emden: 240 Vatjes = 60 Veerp = 30 Sack = 15 Tonnen = 1 Last
- Jever: 192 Vatjes = 48 Veerp = 12 Tonnen = 1 Last
- Aurich: 224 Vatjes = 56 Veerp = 14 Tonnen = 1 Last